# Shoto Suzuki
Shoto Suzuki (鈴木 翔登 Suzuki Shoto?, Saitama, 16 de octubre de 1992) es un futbolista japonés que juega como defensa en el Criacao Shinjuku.

## Trayectoria

### Clubes
| Club                         | País  | Año       |
| ---------------------------- | ----- | --------- |
| Roasso Kumamoto              | Japón | 2015-2020 |
| Giravanz Kitakyushu (cedido) | Japón | 2017      |
| Kataller Toyama              | Japón | 2021      |
| Fukushima United F. C.       | Japón | 2022      |
| Criacao Shinjuku             | Japón | 2023-     |